# モルレー
モルレー （フランス語:Morlaix、ブルトン語:Montroulez）は、フランス、ブルターニュ地域圏フィニステール県のコミューン。

## 地理
モルレーはフィニステール県北部にあり、ジャルロ川とケフル川との合流地点にある。合流後の川はモルレー川となる。モルレー川河口の入り江は西のレオン地方、東のトレゴル地方（fr:Trégor）とを分けており、堰とカランテックにある河口の間15kmに広がっている。この地理的状況のために、モルレーは大きな水害の被害を受けてきた（特に1880年、1883年、1925年、1974年、2000年）。

## 歴史

モルレー湾の地図

一説にモルレーの名は、古代ローマ起源の集落のラテン語名、モンス・レラクス（Mons Relaxus）であろうといわれ、その後の変化によってフランス語とブルトン語の地名の由来につながったと考えられている。もっとも確かと思われる古名のひとつモン・ルレ（Mont Relaix）もそうしたものである。
11世紀、レオン領地（fr）の領主が、ケフル川とジャルロ川の間に城を建て、主に漁業を生業とする城壁に囲まれた村が生まれた。1179年にブルターニュ公のジョフロワ2世が町を公爵領に併合すると宣言したが、レオンの子爵 Guyomarch（fr）は反乱を起こし、1186年に町を取り戻した。翌年、ヘンリー2世が町を攻囲し、奪い取った。ブルターニュ公のジャン1世は、レオン領主のエルヴェ4世（fr）に年80リーヴルの恩給を与えることで、この争いを終わらせた。ジャン2世は町を修復し、1295年に参事会教会のミュール大聖堂を城の礼拝堂に供するため建設した。当時の要塞化された町には、病院、聖イヴ、監獄、ブレ、大聖堂の5つの城門があった。
1520年に行われた金襴の陣の後、対イングランド関係は、イングランドが神聖ローマ帝国と同盟したことで悪化した。1522年、シェルブールを攻撃したイングランド艦隊は、7月上旬にモルレー沖に現れた。攻撃の日は、近郊のガンガンで市場の開かれていた日であった。したがって、町の名士特に兵士たちは不在で、モルレーは防御なしであった。海岸には60隻の船が接近し、人目を引かぬよう商人に変装した数百名が上陸し、夜になるとは抵抗されることなしにモルレーへ入った。同時に船は川を遡行し、兵を市街に直接上陸させもしたが、船は河床に沈む樹木に邪魔されて動けなくなった。イングランド軍はモルレーを包囲してほしいままに略奪や放火を行い、逃げ道を失った住民たちを虐殺した。翌日、逃れることのできたモルレー住民の訴えを聞いて、ラヴァル（fr:Laval）領主の兵士たちは敵を探しにモルレーへやってきた。彼らが目にしたのは、貯蔵していたワインを開けて一晩中勝利を祝い、大半が酔いつぶれて眠ってしまった兵士の姿だった。フランス側は、前夜の祝い酒でほとんど抵抗できないイングランド兵を見つけ、全員を殺害した。この事件のため、モルレー湾にトロー城（fr:Château du Taureau）が建設されることが決まった。
1675年、ブルターニュ各地で起こった印紙税一揆（fr:Révolte du papier timbré）にモルレーも巻き込まれた。
第二次世界大戦中、モルレーは連合国から繰り返し爆撃を受けた。主な標的は鉄道高架橋であり、軍港のあるブレストとの交通を絶つためであった。

## 人口統計
| 1793年 | 1800年 | 1851年 | 1901年 | 1954年 | 1962年 | 1968年 | 1975年 |
| ------ | ------ | ------ | ------ | ------ | ------ | ------ | ------ |
| 10,393 | 9,351  | 12,393 | 16,086 | 15,037 | 18,866 | 19,919 | 19,237 |
| 1982年 | 1990年 | 1999年 | 2006年 | 2010年 | 2012年 |        |        |
| 18,348 | 16,701 | 15,990 | 15,695 | 15,421 | 15,507 |        |        |

参照元:1999年までEHESS、2000年以降INSEE

## 史跡
ドミニコ会修道院
付属教会は1230年、修道院は13世紀に建てられた。1887年から美術館（fr）として使用されている。
高架橋
1861年から1864年にかけ、パリ＝ブレスト間の鉄道用に建設された。花崗岩で作られたこの高架橋は、長さ292m、高さ58m、上段を鉄道が走り、下段は歩道である。
イタリアンヌ劇場
1888年完成。1998年にフランス歴史記念物に指定された。現在も劇場として使用されている。
聖メレーヌ教会
修道院が12世紀に設立され、15世紀に教会が建てられた。ゴシック・フランボワイヤン様式。
旧タバコ工場（fr）
最初の建物は1736年から1740年にかけて造られ、20世紀にかけて何度か増築された。
カルメル会修道士の泉
15世紀、かつて存在した大聖堂のそばに作られた。カルメル会の修道士らは、ペストの流行を受け、17世紀にモルレーへやって来た。
聖マテュー教会
現在の建物は、12世紀の修道院教会に代わり、19世紀に建てられた。鐘楼は16世紀に作られたものである。

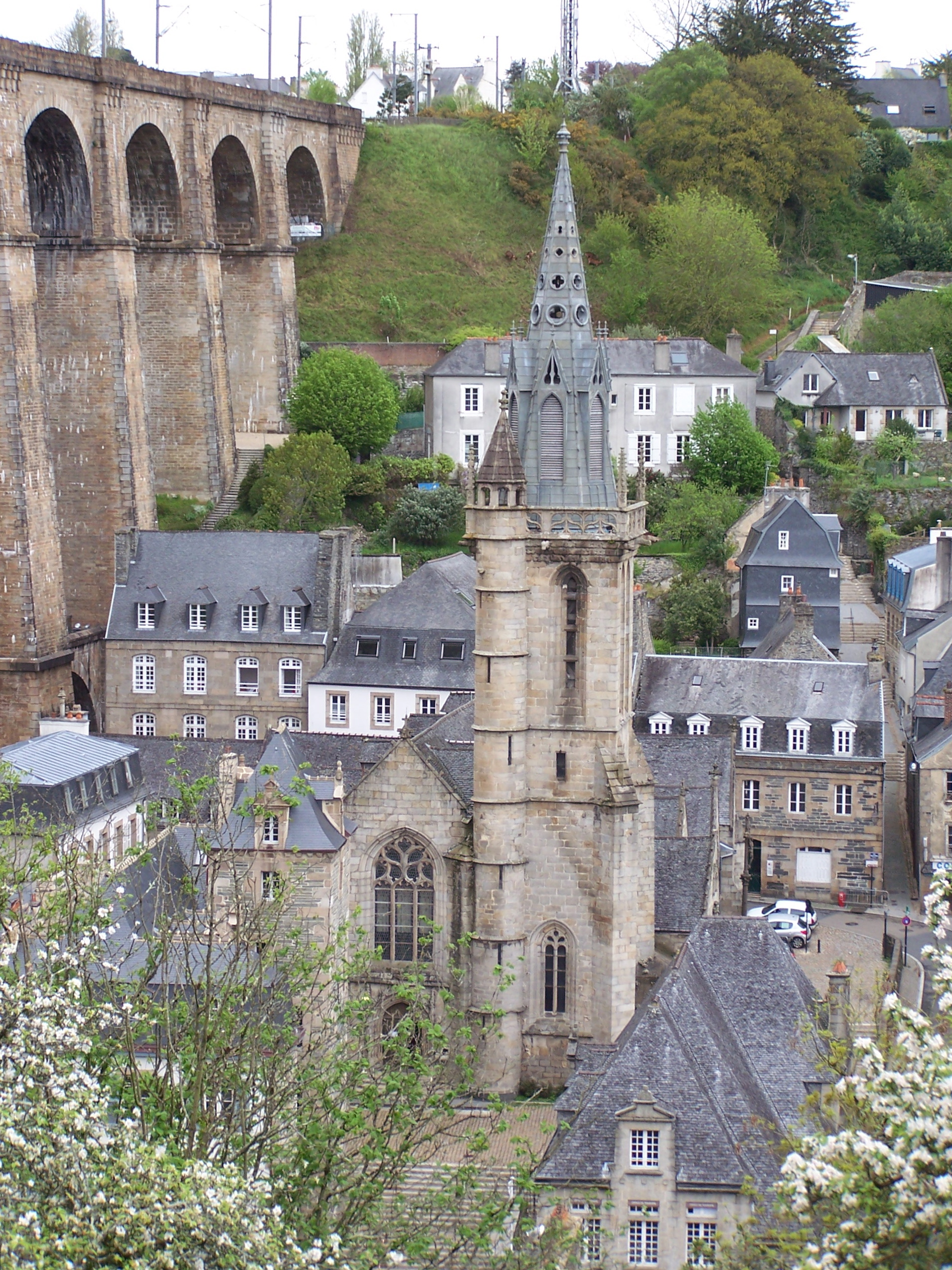
高架橋と聖メレーヌ教会
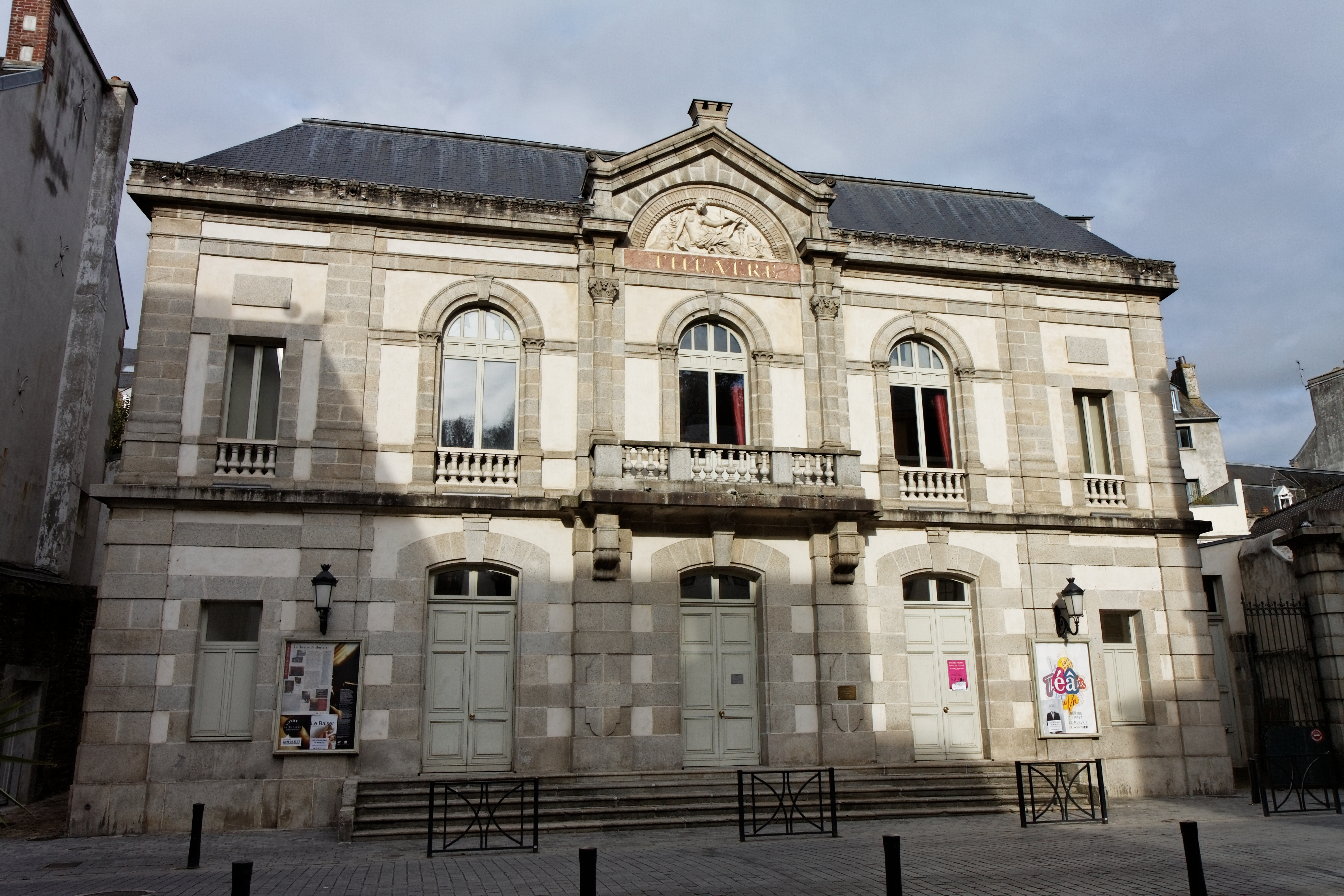
イタリアンヌ劇場
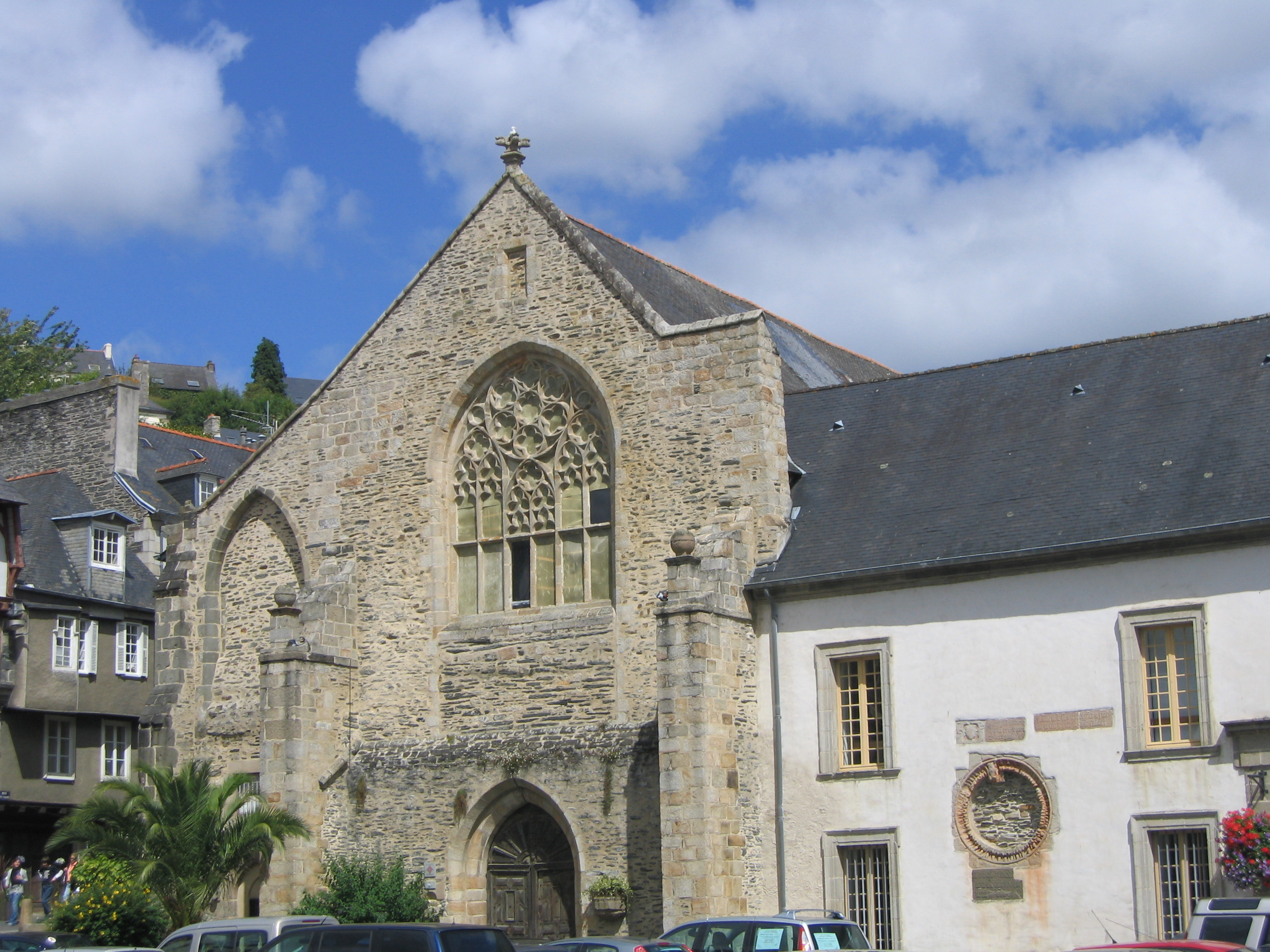
ドミニコ会修道院と教会
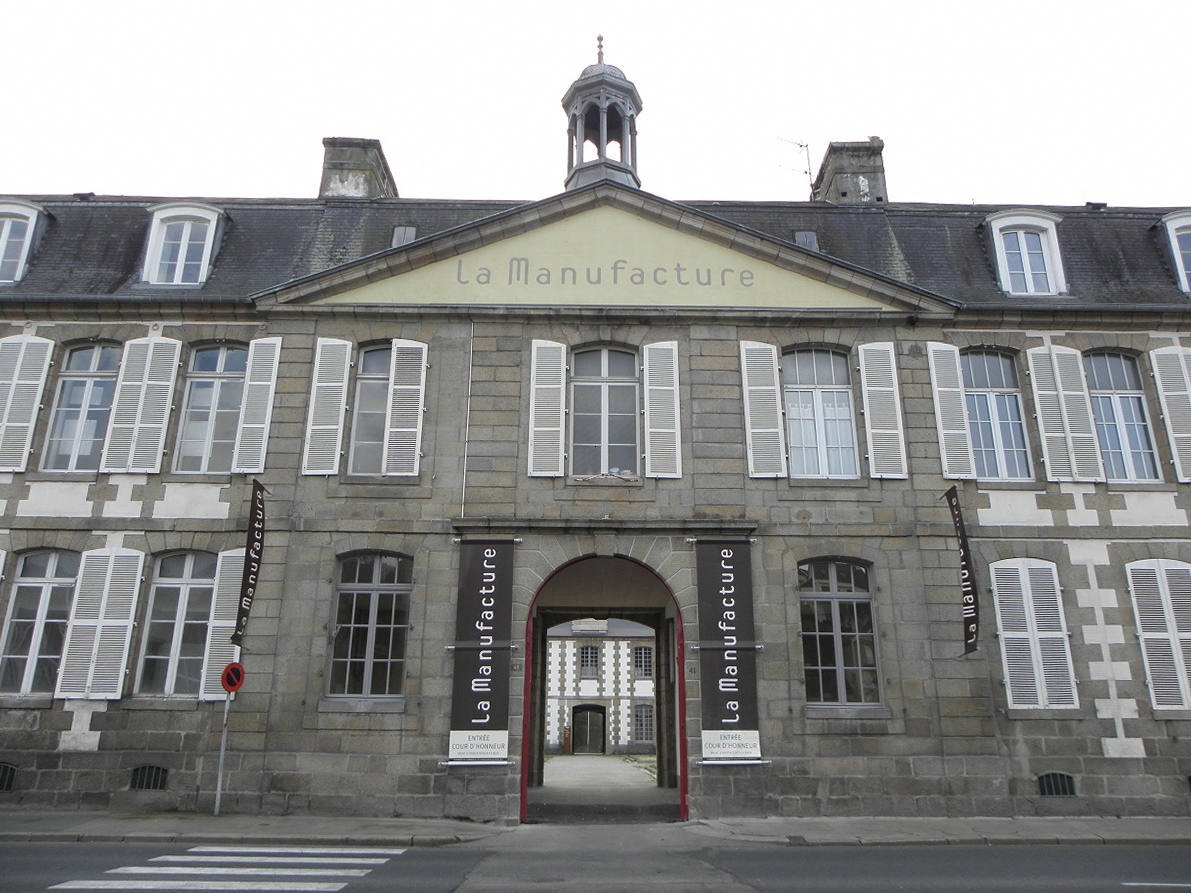
旧タバコ工場
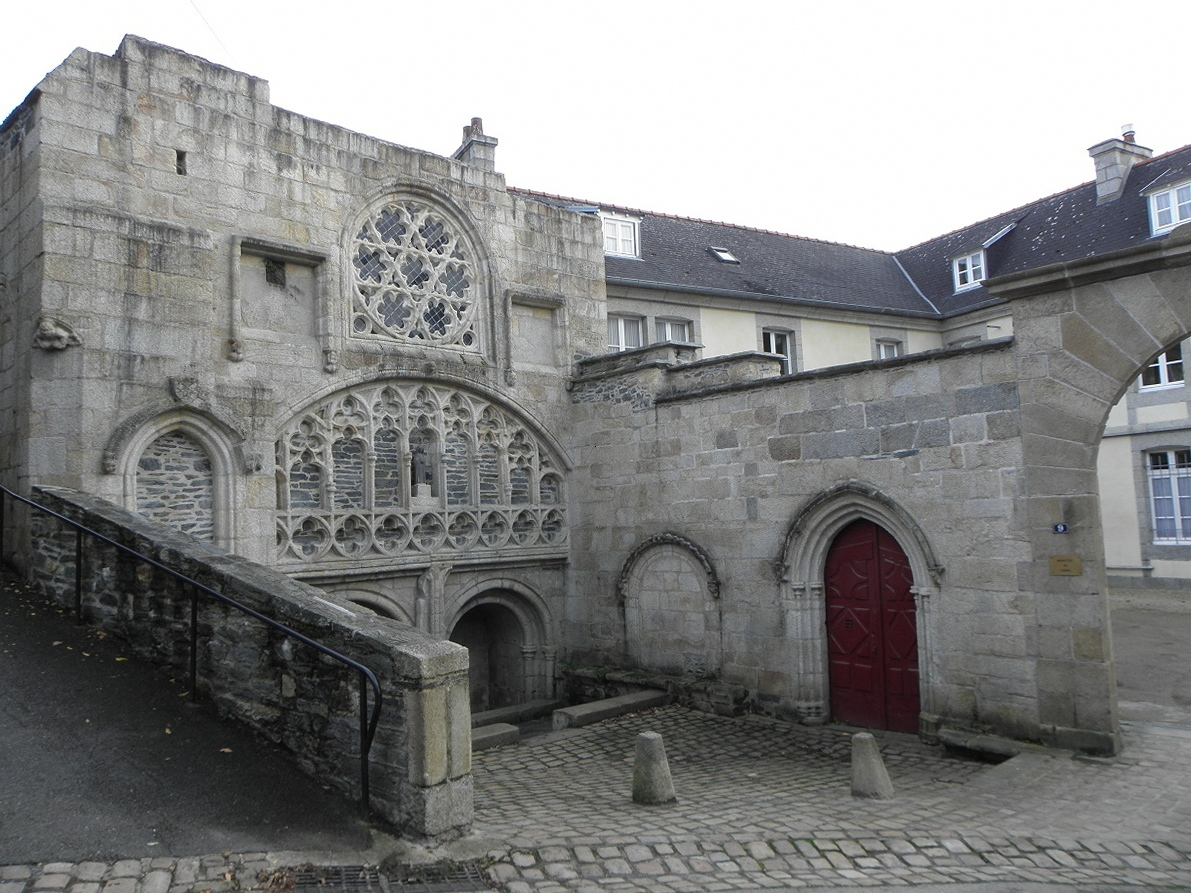
カルメル会修道士の泉
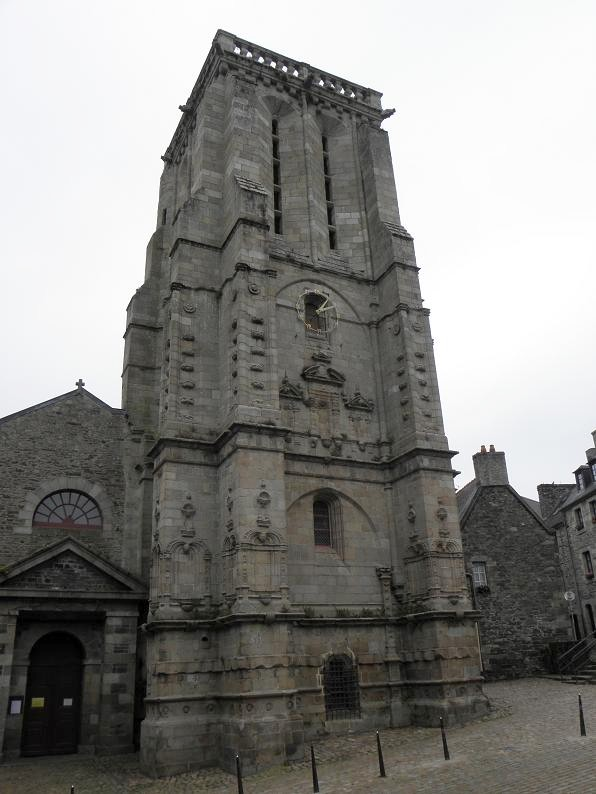
聖マテュー教会
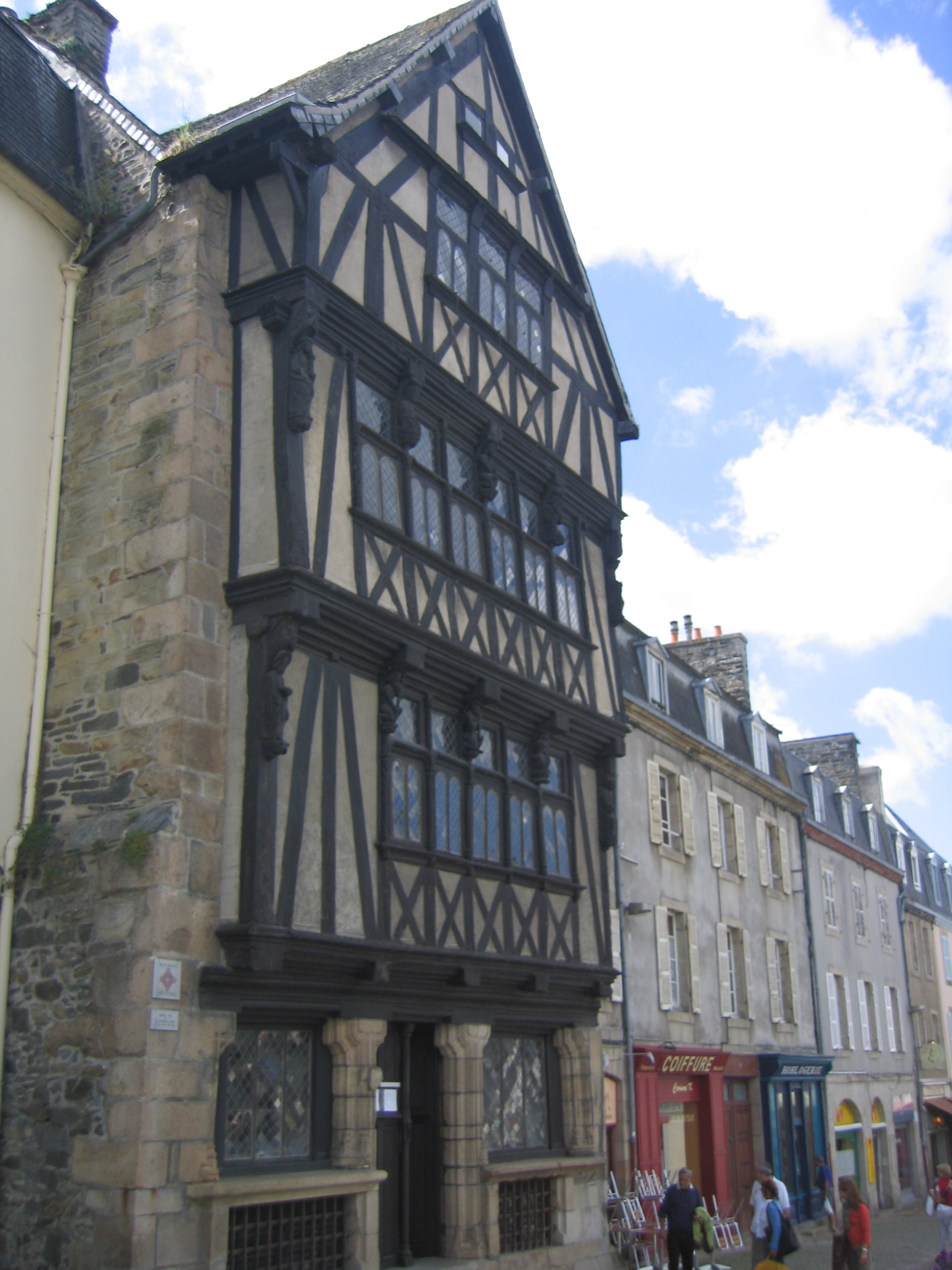
アンヌ・ド・ブルターニュの館
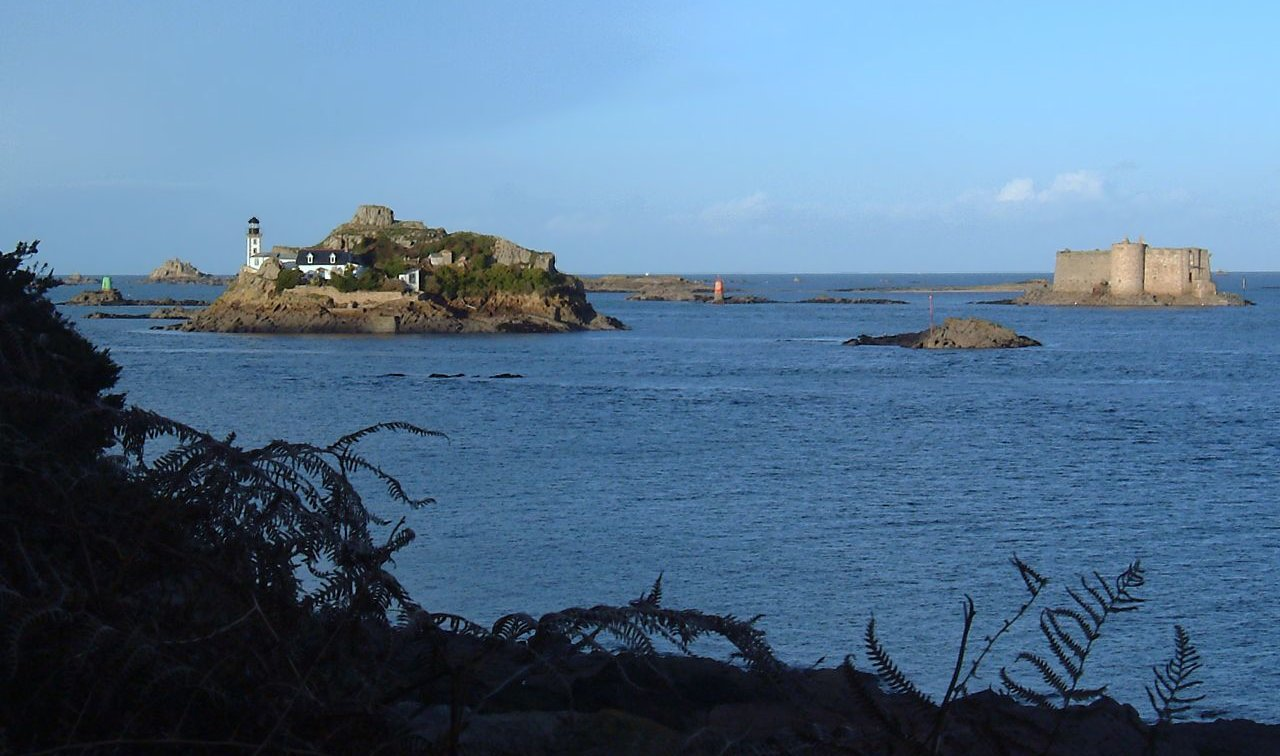
モルレー湾

## 経済
モルレーにはモルレー商工会議所（fr）の本部が置かれている。商工会議所は、モルレー・プルジャン空港（fr）、モルレー港（fr）、ロスコフ・ブロスコン港（fr）、ロスコフの魚市場を運営している。また、旧タバコ工場（fr）の建物の再利用計画を完遂した。

## 交通
- モルレー・プルジャン空港（fr）が、モルレー市街地の北東にある。モルレー商工会議所（fr）により運営されるゼネラル・アビエーション向けの空港である。定期旅客便がある最寄りの空港はブレスト・ブルターニュ空港（フランス語版）である。
- フランス国鉄のモルレー駅には、TERブルターニュの列車やパリ・モンパルナス駅とブレスト駅（fr）を結ぶTGVが発着する。また、ロスコフとを結ぶ路線の始発駅でもある。
- モルレーや近隣のコミューンには、TIM や LINEO と呼ばれるバス路線が自治体間連合（fr）により敷かれている[9]。

## 言語
議会は2008年6月27日にブルトン語の使用促進を定めた憲章の批准を決定した。2007年度新学期より、初等教育を受ける児童の6.1%がブルトン語との二言語学校に登録した。

## 姉妹都市
- ヴュルスレン（de）、ドイツ
- トゥルーロ、イギリス
- レオ（英語版）、ブルキナファソ
- ヘウム、ポーランド

## 出身の著名人
- ジャン・ヴィクトル・マリー・モロー - フランス革命期の軍人
- ブリジット・フォンテーヌ - 歌手